# Месемврия (корвет, 1832)
«Месемврия» — 24-пушечный парусный корвет Черноморского флота Российской империи. Корвет был назван в память о взятии русской армией при поддержке эскадры адмирала А. С. Грейга турецкой крепости Месемврия 10 июля 1829 года.

## Описание корвета
Один из трёх парусных корветов типа «Сизополь», длина судна по сведениям из различных источников составляла от 40 до 40,5 метра, ширина 10,7 метра, а осадка от 3,1 до 4,6 метра. Вооружение судна составляли 24 орудия, а экипаж состоял из 190 человек.

## История службы
Корвет «Месемврия» был заложен в Севастополе 3 мая 1831 года и, после спуска на воду 24 апреля 1832 года, вошёл в состав Черноморского флота России. Строительство вёл корабельный мастер А. П. Прокофьев.
С 1833 по 1837 год действовал у берегов Кавказа в составе Геленджикского отряда судов. 15 апреля 1833 года совместно со шхуной «Курьер» принимал участие в высадке десанта в заливе Вулан. При поддержке судовой артиллерии десант вынудил турок и горцев отойти в горы и захватил 3 судна контрабандистов. 6 января 1834 года захватил 2 турецких судна недалеко от Геленджика. В 1835 году уничтожил в Суджукской бухте 3 судна контрабандистов совместно с бригом «Кастор».
В 1838 году в составе Сухумской эскадры контр-адмирала Ф. Г. Артюкова действовал у Абхазского берега. 13 апреля принимал участие в высадке десанта в устье реки Сочи. Совместно с фрегатом «Варна» прикрывал строительство форта Александрия. В ночь с 30 на 31 мая 1838 года во время стоянки на рейде в устье реки Сочи корабли попали в сильный шторм и были выброшены на берег. Спасшиеся члены экипажей подверглись нападению убыхов, но были отбиты русскими войсками. Останки же кораблей разграблены и сожжены горцами. В результате кораблекрушения и нападения горцев погибли более 30 человек из экипажей кораблей, в том числе 13 членов экипажа корвета.

## Командиры корвета
Командирами корвета «Месемврия» в разное время служили:
- А. Б. Броневский (1833—1835 годы).
- С. Н. Абрютин (с 1836 по сентябрь 1837 года).
- З. А. Аркас (с сентября 1837 года).
- Н. М. Бутаков (1838 год).